# Cancer bellianus
Cancer bellianus là một loài cua ở đông bắc Đại Tây Dương.

## Mô tả
Loài này có mai dài đến 130 milimét (5,1 in) và có màu nâu nhạt với các đốm đỏ.
Phạm vi phân bố của nó kèo dài từ gần Höfn ở bờ nam của Iceland (tại gần 64° B) về phía nam đến Maroc, bao gồm Azores, Madeira và quần đảo Canaria. It is found at depths from 50 mét (160 ft) to over 730 m (2.400 ft). EnglishVietnameseFilipinoAlpha
Trong khi loài này đôi khi phong phú ở phía nam của phạm vi của nó, nó không phổ biến ở xa hơn phía bắc, tất cả các mẫu từ Brittany và xa hơn phía bắc là con đực, và được cho là mới đến đó gần đây từ xa hơn phía nam, chứ không phải là đại diện cho một quần thể ổn định
Loài này được đánh bắt phụ bởi những ngư dân khi họ nhằm đến Palinurus elephas, khoảng 10 tấn mỗi năm.